# Sanghen
Sanghen (Nederlands: Zangem) is een gemeente in het Franse departement Pas-de-Calais (regio Hauts-de-France) en telt 223 inwoners (1999). De plaats maakt deel uit van het arrondissement Calais.
In een ver verleden had het dorp een meer Vlaamsklinkende naam; in de 13e eeuw werd Sanghem geschreven.

## Naam
De plaatsnaam heeft een Oudnederlandse herkomst. De oudste vermelding is uit het jaar 1084 als Sauvinghehem. Het betreft een samenstelling, waarbij het eerste element een afleiding is van een persoonsnaam + het afstammingsuffix -ing +  -heem (woonplaats, woongebied, dorp, buurtschap). De betekenis van de plaatsnaam is dan: 'woning, woonplaats van de lieden van X'. De huidige Franstalige plaatsnaam is hiervan een fonetische nabootsing.
De spelling van de naam van het dorp heeft door de eeuwen heen gevarieerd. Chronologisch heette het achtereenvolgens: Sauvinghehem (1084), Sanninghehem (1084), Saningehem (1102), Sauningahem of Sawingahem en Savingahem (1114), Zawinghem en Sainghe (1127), Savinguehen (1164), Sanningehem (1170) , Singnegehem (1174), Savinghem (1202), Sawingehem en Sawinghem (1227), Sanghem (1289), Saongehem ( 13e  eeuw), Sawinghen ( 1307), Zawinghen (1312), Sanghehem (ca. 1400), Sanguehen en Sangheem ( 15e eeuw) en Sanguen (1559). Hierna kreeg en behield het zijn huidige naam en spellingswijze.
De naam van de plaats luidt in het Frans-Vlaams: Zangem. .

## Geografie
De oppervlakte van Sanghen bedraagt 6,2 km², de bevolkingsdichtheid is 36,0 inwoners per km².
De onderstaande kaart toont de ligging van Sanghen met de belangrijkste infrastructuur en aangrenzende gemeenten.

## Demografie
Onderstaande figuur toont het verloop van het inwonertal (bron: INSEE-tellingen).